# Gioele Pellino
Gioele Pellino (Foligno, 13 agosto 1983) è un pilota motociclistico italiano, vincitore del campionato italiano classe 125 nel 2001.

## Carriera
Le sue prime apparizioni nel motociclismo internazionale avvengono nel campionato Europeo Velocità dove ha gareggiato in 125 dal 2000 al 2002; nella sua prima apparizione ha ottenuto il 9º posto., l'anno successivo arriva al 7º posto e nel 2002 al 2º posto
Il primo successo di rilievo lo ottiene nel campionato Italiano Velocità dove ottiene il titolo della classe 125 nel 2001 con una Honda RS125R.
Esordisce nella classe 125 del motomondiale nella stagione 2002, grazie ad una wild card per gareggiare in occasione del Gran Premio motociclistico d'Italia a bordo di un'Aprilia del team Gabrielli; termina la prova al 14º posto e, grazie ai due punti ottenuti, giunge al 33º posto della classifica stagionale. In questa stessa stagione, sempre con Aprilia, è vice-campione italiano della classe 125. Nelle due seguenti stagioni si piazza per due volte al 23º posto. Nel 2005 passa alla guida di una Malaguti, senza però ottenere punti; con questa motocicletta disputa la gara conclusiva del CIV classe 125 ottenendo una vittoria.
Nel 2006 gareggia nuovamente nel campionato europeo, questa volta nella categoria Supersport ed in sella ad una Yamaha, arrivando al 3º posto. Nella stessa stagione prende parte alle ultime due gare del campionato italiano Supersport dove, con la stessa motocicletta con cui disputa l'europeo, raccoglie sei punti e si classifica ventiduesimo. Nel 2007 inizia la stagione nel CIV Supersport dove, in sella ad una Kawasaki ZX-6R del team Puccetti Racing, non ottiene punti. Passa poi alla classe 125, sempre nel campionato nazionale dove, in sella ad un'Aprilia RS125R si classifica dodicesimo vincendo anche una gara. Nel 2008 corre un Gran Premio del mondiale in qualità di wild card a bordo di una Loncin, senza prendere punti.

## Risultati nel motomondiale
| 2002 | Classe | Moto    |  |  |  |  |    |  |  |  |  |    |  |  |  |  |  |  |  |  | Punti | Pos. |
| ---- | ------ | ------- |  |  |  |  | -- |  |  |  |  | -- |  |  |  |  |  |  |  |  | ----- | ---- |
| 2002 | 125    | Aprilia |  |  |  |  | 14 |  |  |  |  | 22 |  |  |  |  |  |  |  |  | 2     | 34º  |

| 2003 | Classe | Moto    |    |    |    |     |    |    |     |    |    |    |     |    |     |     |     |     |  |  | Punti | Pos. |
| ---- | ------ | ------- | -- | -- | -- | --- | -- | -- | --- | -- | -- | -- | --- | -- | --- | --- | --- | --- |  |  | ----- | ---- |
| 2003 | 125    | Aprilia | 15 | 16 | 20 | Rit | 10 | 11 | Rit | 12 | 13 | 10 | Rit | 26 | Rit | Rit | Rit | Rit |  |  | 25    | 23º  |

| 2004 | Classe | Moto    |     |     |    |     |    |    |    |    |    |     |     |    |    |     |    |    |  |  | Punti | Pos. |
| ---- | ------ | ------- | --- | --- | -- | --- | -- | -- | -- | -- | -- | --- | --- | -- | -- | --- | -- | -- |  |  | ----- | ---- |
| 2004 | 125    | Aprilia | Rit | Rit | 17 | Rit | 13 | 13 | 16 | 13 | 10 | Rit | Rit | 16 | 15 | Rit | 17 | 20 |  |  | 16    | 23º  |

| 2005 | Classe | Moto     |  |  |  |    |    |    |    |    |    |  |  |  |  |    |    |    |    |  | Punti | Pos. |
| ---- | ------ | -------- |  |  |  | -- | -- | -- | -- | -- | -- |  |  |  |  | -- | -- | -- | -- |  | ----- | ---- |
| 2005 | 125    | Malaguti |  |  |  | 17 | 20 | 28 | 21 | NE | 18 |  |  |  |  | 23 | 24 | 23 | 22 |  | 0     |      |

| 2008 | Classe | Moto   |  |  |  |  |     |  |  |  |  |  |    |  |  |  |  |  |  |  | Punti | Pos. |
| ---- | ------ | ------ |  |  |  |  | --- |  |  |  |  |  | -- |  |  |  |  |  |  |  | ----- | ---- |
| 2008 | 125    | Loncin |  |  |  |  | Rit |  |  |  |  |  | NE |  |  |  |  |  |  |  | 0     |      |

| Legenda | 1º posto        | 2º posto            | 3º posto            | A punti      | Senza punti        | Grassetto – Pole position Corsivo – Giro più veloce |
| Legenda | Gara non valida | Non qual./Non part. | Ritirato/Non class. | Squalificato | '-' Dato non disp. | Grassetto – Pole position Corsivo – Giro più veloce |